# Alexander Djatschenko (Beachvolleyballspieler)
Alexander Djatschenko (russisch Александр Дьяченко, englische Transkription: Alexandr Dyachenko, * 23. Oktober 1980 in Sumy) ist ein kasachischer Beachvolleyballspieler ukrainischer Herkunft.

## Karriere
Djatschenko spielte 2007 mit Alexei Kulinitsch in Sankt Petersburg sein erstes Open-Turnier der FIVB World Tour und kam gleich auf den 13. Platz. 2008 nahmen Djatschenko/Kulinitsch auch an einigen Grand Slams teil und erreichten als Neunte in Klagenfurt erstmals die Top Ten. Bei den Dubai Open wurden sie Siebte. In der Vorrunde der Weltmeisterschaft 2009 in Stavanger gewannen sie ihr letztes Spiel gegen die Schweizer Gabathuler/Wenger, verpassten aber als Gruppendritte den Einzug in die nächste Runde. Mit dem anschließenden Grand Slam in Moskau endete ihre gemeinsame Zeit.
Zum Grand Slam in Marseille trat Djatschenko dann bereits mit seinem neuen Partner Alexei Sidorenko an. 2010 kamen Sidorenko/Djatschenko bei den Grand Slams in Moskau und Klagenfurt sowie den Åland Open jeweils auf den 17. Platz. 2011 qualifizierten sie sich für die WM in Rom. Dort konnten sie nur einen Satz gewinnen und schieden als Gruppenletzter nach der Vorrunde aus. Später erreichten sie in Klagenfurt als Neunte erstmals die Top Ten. Im gleichen Jahr wurden sie Dritter der Asienmeisterschaft. 2012 belegten sie auf der World Tour viermal den neunten Rang. Die Asienmeisterschaft beendeten sie als Fünfte. Bei der World Tour 2013 wurden sie sechsmal Neunte. Bei der WM in Stare Jabłonki erreichten sie als Gruppenzweite die KO-Runde, in der sie gegen das deutsche Duo Böckermann/Urbatzka ausschieden. Im November 2013 wurden sie Asienmeister in China. Bestes Ergebnis auf der FIVB World Tour 2014 war ein vierter Platz beim Grand Slam in Stavanger. Bei den Asienspielen in Südkorea gewannen Sidorenko/Djatschenko die Goldmedaille.